# Miconia bullata
Miconia bullata är en tvåhjärtbladig växtart som först beskrevs av Porphir Kiril Nicolai Stepanowitsch Turczaninow, och fick sitt nu gällande namn av José Jéronimo Triana. Miconia bullata ingår i släktet Miconia och familjen Melastomataceae. Inga underarter finns listade i Catalogue of Life.